# Довпотів
До́впотів — село в Україні, у Войнилівській громаді Калуського району Івано-Франківської області.

## Географія
Через село пролягає автошлях районного значення С090604 з твердим покриттям.

## Історія
Вперше  село згадується 6 січня 1448 року в книгах галицького земського суду.
У люстрації 1469 року Сандівой Хомницький сплачував 100 марок за маєток Довпотів.
У 1565 село належало підкоморію галицькому Олександру Сенявському. В селі було 13 подвір'їв, млин, фільварок.
У реєстрі церков Войнилівського деканату станом на 4 березня 1733 року в Довпотові значиться церква Введення Пресвятої Богородиці, вже не була новою, було 12 подвір'їв.
До 1788 село належало поміщиці Софії Ястшембській.
У 1788—1806 роках селом володів шляхтич-правник Ігнацій Любич-Червінський, один із перших галицьких етнографів, дослідник Бойківщини (перший вжив у друці етнонім «бойки»). На фактичному матеріалі села Довпотів він написав наукову працю «Околиця Задністрянська між Стриєм і Лімницею» (1811), першу монографію про Бойківщину (також першу монографію в польській етнографії). Надалі село належало вдові каштеляна Беньковського, яка заповіла маєток своєму родичу графу Голейовському, а той у 1872 році продав його Францішку Розвадовському, сину Віктора.
У 1880 році в селі проживало 570 греко-католиків, 35 римо-католиків і 9 юдеїв.
У серпні 1916 року австрійська армія конфіскувала  в довпотівській церкві три стародавні дзвони діаметром 48, 36, 31 см, вагою 57, 25, 15 кг, які були виготовлені у 1747, 1747, 1772 роках.
Окупаційний польський режим демонстративно знущався над українцями.
Головним завдання товариства «Рідна школа» у Довпотові була «опіка над дошкільною і позашкільною молоддю». Очолював гурток, до якого в 1938 році входили 94 особи, Андрій Павлишин.
У 1939  році в селі проживало 1370 мешканців (1215 українців-грекокатоликів, 20 українців-римокатоликів, 130 поляків і 5 євреїв). В селі діяла парова цегельня, яка виробляла цеглу і черепицю.
17 січня 1940 року, в ході приєднання Західної України до СРСР, село ввійшло до новоутвореного Войнилівського району.
Довпотів став центром діяльності ОУН-УПА у Войнилівському районі.
19 травня 1959 року Войнилівський райвиконком ліквідував Довпотівську сільську раду з приєднанням її до Слобідської сільської ради.

## Соціальна сфера
- Церква св. Параскеви (храмове свято 10 листопада) 1907, пам'ятка архітектури місцевого значення № 767[16][17].
- Народний дім.
- Школа І—ІІ ст. (на 20 місць)[18]
- Амбулаторія.
- Налічується 293 домогосподарства.

## Вулиці
У селі є вулиці:
- Стефаника
- Довбуша
- Івана Франка
- Лесі Українки
- Личаківка
- Марка Вовчка
- Марка Черемшини
- Січових Стрільців
- Тараса Шевченка
- Церковна
- Чорновола

## Відомі особи
Уродженці села:
- Юлія Ганущак (1915—1997) — педагог, учасниця визвольних змагань 1940—1950-х років, нагороджена Бронзовим хрестом заслуги УПА 25.04.1945.
- Михайло Сондей (нар. 1938) — диригент, керівник народного самодіяльного хору «Прикарпаття», заслужений працівник культури України.